# 金相旭
金 相旭（キム・サンウク、朝鮮語: 김상욱、1980年1月1日 - ）は、韓国の弁護士、政治家。第22代韓国国会議員。

## 経歴
1980年1月1日、慶尚北道義城郡生まれ。大邱で子供時代を過ごした。高麗大学校法科大学法学科、釜山大学校大学院卒（法学修士）。国民の力蔚山広域市党法律諮問委員長、法務法人ザ・ジョンソン代表弁護士などを務めた。
2024年の第22代総選挙では蔚山南区甲選挙区より選出され、2024年12月時点で国民の力院内副代表・蔚山広域市党委員長を務めていた。
2025年5月8日、ソウル市内にある国立ソウル顕忠院で記者会見を行い国民の力を離党すると宣言した。「機会があれば李在明や李俊錫など大統領候補に会い、懸案の解決と国の方向性について苦労を共にしたい」として、いずれかの陣営に合流する可能性を示唆した。同月15日に国会で行った記者会見で、「最も保守らしい候補」として李在明候補への支持を宣言。翌16日には李在明候補の遊説に参加した。
同月18日、光州広域市にある5・18民主墓地で記者会見を行い共に民主党に入党する事を明らかにした。その中で「（共に）民主党内に保守・進歩の機能を共に有し、けん制・均衡の原理を見出さないといけない」と主張した。

## エピソード
2024年12月7日、同月3日の非常戒厳令を発令した尹錫悦大統領への弾劾訴追案の投票はほとんどの与党議員が退席したが、金相旭は後に国会に戻った。その際、集まっていた者たちから「金相旭！金相旭！」という声と共に歓声があがり、投票するために議場に入った際には野党議員らにより拍手が送られた。ただし、その時のインタビューでは尹が大統領を務める資格がないが、党論に従い反対票を投じたと表明した。しかし、同月14日の第2回弾劾投票では、賛成票を投じたとその後のインタビューで表明した。

## 選挙歴
| 当落 | 選挙         | 執行日        | 年齢 | 選挙区                 | 政党     | 得票数  | 得票率 | 定数 | 得票順位 /候補者数 | 政党内比例順位 /政党当選者数 |
| ---- | ------------ | ------------- | ---- | ---------------------- | -------- | ------- | ------ | ---- | ------------------ | ---------------------------- |
| 当   | 第22代総選挙 | 2024年4月10日 | 44   | 蔚山広域市南区甲選挙区 | 国民の力 | 5万66票 | 53.86% | 1    | 1/4                | /                            |